# Besarion Jughashvili
Besarion Ivanes dze Jughashvili (k. 1850 – 25 tháng 8 năm 1909) là thân phụ của Iosif Stalin.
Sinh thành trong một gia đình nông nô ở Didi Lilo, Gruzia, ông chuyển tới Tbilisi từ khi còn rất bé và hành nghề đóng giày trong một công xưởng để kiếm sống. Jughashvili được mời mở một tiệm giày riêng ở Gori, nơi ông kết hôn với Ekaterine Geladze và có với bà ba đứa con; trong đó chỉ đứa út, Ioseb, sống đến tuổi trường thành. Từng được coi là một người đàn ông "khôn khéo và kiêu hãnh", tiệm của Jughashvili không may phá sản và ông bắt đầu nghiện rượu nặng, về sau bỏ nhà ra đi và trở lại Tbilisi vào năm 1884 để tiếp tục đóng giày cho công xưởng cũ. Không có nhiều thông tin về quãng đời từ đó trở đi của Jughashvili, chỉ biết ông qua đời vào năm 1909 vì bệnh xơ gan.

## Gia cảnh và cuộc đời kỳ thủy
Có rất ít thông tin về gia đình của Besarion Jughashvili. Ông nội Besarion, Zaza Jughashvili (sinh k. 1780), đã chứng kiến cuộc nổi dậy Mtiuleti 1804 chống Nga tại miền đông Gruzia (Kartli-Kakheti), khu vực mới nằm dưới ách đô hộ của Đế quốc Nga kể từ năm 1801. Zaza có lẽ gốc gác là người Ossetia; hai nhà sử học Simon Sebag Montefiore và Ronald Grigor Suny đều cho rằng nguyên quán của vị này là Geri, gần Nam Ossetia hiện đại, tuy không có bằng chứng vững chãi ủng hộ điều này. Zaza sống sót qua cuộc biến loạn và tản cư tới Didi Lilo, một ngôi làng cách thủ phủ Tiflis (nay là Tbilisi) 16 kilômét (9,9 mi). Ông làm nông nô cho Hoàng thân Badur Machabeli, trông nom vườn nho của vị này. Tại đây, ông đẻ một đứa con tên là Vano, sau Vano đẻ thêm cho ông hai người cháu là Giorgi và Besarion (sinh ra k. 1850). Vano mất khi còn khá trẻ, có lẽ trước thời điểm sinh nhật lần thứ 50. Con trai ông, Giorgi, làm chủ một tửu quán nhưng không may bị thổ phỉ giết.
Không còn người thân, Jughashvili chuyển lên Tiflis và làm thuê cho xưởng đóng giày G. G. Adelkhanov. Tuy không được học hành tử tế, Jughashvili biết đọc, khá bất thường khi so với công nhân Gruzia đương thời, ngoài ra còn biết nhiều ngôn ngữ: rất có thể ông đã học tiếng Armenia, tiếng Azerbaijan và tiếng Nga tại Tiflis, bên cạnh tiếng Gruzia mẹ đẻ. Khoảng năm 1870 ông được mời đi Gori, cách Tiflis khoảng 75 kilômét (47 mi), và làm giày cho binh lính Nga đóng tại đó. Gori là một thị trấn nhỏ với khoảng 7.000 cư dân, phần lớn là dân Armenia, cùng một lượng lớn dân Gruzia, cũng như một bộ phận dân Nga, Abkhaz và Ossetia. Năm 1871, Gori nổi lên như một thị trấn tối quan trọng sau khi tuyến đường sắt Ngoại Kavkaz thông với Tiflis và Poti, một cảng thị xuất khẩu dầu lớn.

## Quãng đời tại Gori
Jughashvili lập một tiệm đóng giày trong Khu người Nga tại Gori, gần doanh trại đóng quân. Năm 1872 hoặc 1874, ông cưới cô thôn nữ Ekaterine (Keke) Geladze khi đó tầm 16 tuổi. Keke, "một cô gái da tàn nhang với mái tóc nâu vàng rất hấp dẫn," xuất thân từ ngôi làng Gambareuli gần Gori, di cư tới đây từ thuở ấu thơ sau khi thân phụ mất. Họ có với nhau ba đứa con, đều là trai, song hai đứa đầu, Mikheil (sinh 14 tháng 2 năm 1875) và Giorgi (sinh 24 tháng 12 năm 1876), lần lượt chết yểu. Con trai thứ ba và cuối cùng, Ioseb, chào đời ngày 6 tháng 12 năm 1878.
Suny viết rằng, sau cái chết của Mikheil, Jughashvili bắt đầu nghiện rượu nặng và tình trạng này càng trở nên trầm trọng hơn sau cái chết của Giorgi, đẩy hôn nhân vợ chồng đến bờ tan vỡ. Kotkin cũng gợi ý rằng các lời đồn về sự bất thủy chung của Keke đã khiến ông rất đau lòng, đặc biệt là sau khi Ioseb chào đời. Tuy nhiên, Kotkin nhận định rằng "Keke có lẳng lơ hoặc huống hồ là chung chạ hay không thì không rõ," và rằng "ta thiếu thốn bằng chứng vững chãi về các mối quan hệ bất chính khả dĩ của người mẹ tương lai của Stalin," và cho rằng Jughashvili có lẽ là người bố thật.

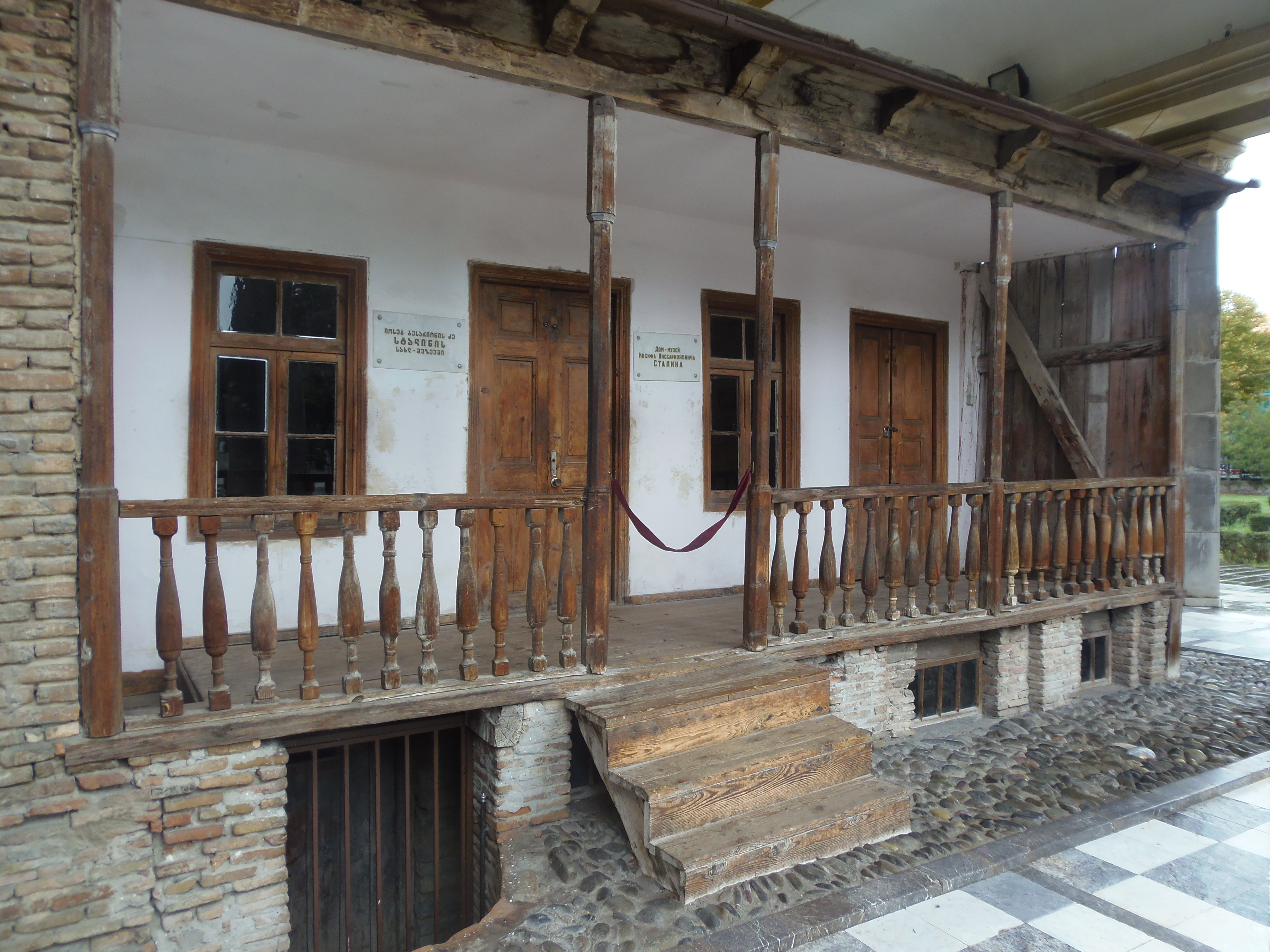
Nhà của vợ chồng Jughashvili tại Gori, chụp năm 2016. Gia đình họ sinh hoạt ở một phòng bên trái và xưởng đóng giày của Jughashvili đặt dưới tầng hầm. Nơi đây hiện nằm trong khuôn viên Bảo tàng Iosif Stalin.

Tiệm của Jughashvili ban đầu khá thành công; ông thuê tới 10 thợ bạn và thợ học nghề lúc làm ăn khấm khá. Gia đình họ nhờ đó mà có mức sống khá giả; một người thợ học nghề về sau kể lại rằng anh ta thường xuyên trông thấy bơ trong nhà họ, một cao lương mỹ vị mà không phải người Gruzia nào lúc bấy giờ cũng được thưởng thức (song Kotkin lại viết rằng gia đình họ sống đơn sơ hơn, dùng bữa với các món Gruzia truyền thống như lobio, lavash, và badrijani nigvzit). Tuy nhiên, tình trạng nghiện rượu của Jughashvili, trầm trọng thêm bởi tục trả rượu thay tiền của dân buôn Gruzia, đã gây phương hại đến đời sống gia đình và sự nghiệp của ông. Isaac Deutscher cho rằng Jughashvili cảm thấy tự ti khi không "làm chủ được chính mình" như kỳ vọng và điều này có lẽ đã khiến ông tìm tới rượu để giải sầu. Robert Service cũng phảng phất ý tưởng tương tự, cho rằng do không thích ứng được với thị trường giày châu Âu thời thượng lúc bấy giờ và tiếp tục đóng giày Gruzia truyền thống, cộng thêm đồn đại về quan hệ bất chính của vợ, đã khiến Jughashvili cảm thấy bất lực. Thường những lúc say xỉn, Jughashvili trở nên bạo lực, rồi đánh Keke (người cũng hay đánh trả) và Ioseb. Hai vợ chồng có lúc mâu thuẫn nơi chốn công cộng và Jughashvili bị miệng tiếng đặt biệt danh là "Beso Điên." Sự nghiệp làm ăn của Jughashvili do vậy bị ảnh hưởng nặng nề và ông rốt cuộc sạt nghiệp. Gia đình họ mất nhà và phải tá túc chỗ người quen, di chuyển liên tiếp tới chín địa chỉ khác nhau trong vài năm tới.

## Cuộc đời về sau và cái chết

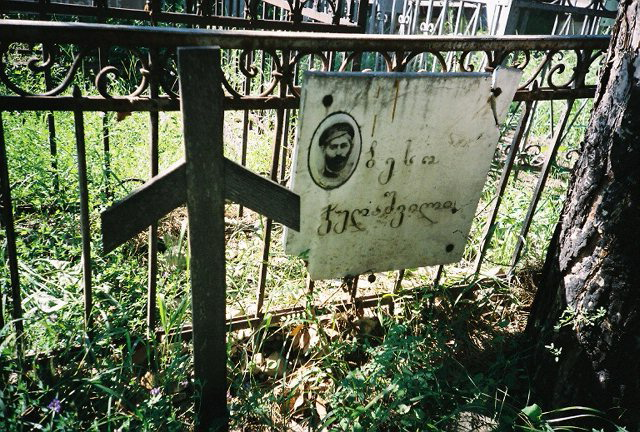
Mộ phần của Jughashvili tại Telavi, Gruzia.

Năm 1884, Jughashvili rời bỏ gia đình và chuyển lên Tiflis. Ông làm việc lại trong công xưởng Adelkhanov, thường xuyên gửi tiền về cho Keke, cầu mong hòa giải xung đột nhưng mọi nỗ lực làm vậy đều bất thành.
Jughashvili đã rất tức giận khi Keke cho Ioseb lên trường, sở dĩ vì ông muốn con trai nối nghiệp mình và trở thành một thợ đóng giày. Năm 1890, Ioseb bị đâm trọng thương bởi một cỗ xe ngựa phaeton. Jughashvili quay về Gori để đưa con trai lên Tiflis chữa bệnh. Sau khi Ioseb hồi phục, Jughashvili sắp xếp cho cậu thực tập đóng giày ở xưởng Adelkhanov. Keke quyết liệt phản đối điều này và sử dụng các mối quan hệ trong giáo hội để bắt Ioseb về Gori, tiếp tục tu dưỡng nghiệp linh mục. Sự biến này cũng đánh dấu lần tiếp xúc trực tiếp cuối cùng giữa Jughasvhili với con trai hoặc vợ, vì ngay sau đó ông bắt đầu hạn chế liên lạc và cắt hỗ trợ tài chính cho hai mẹ con.
Ít lâu sau khi Ioseb rời Tiflis, Jughashvili dường như không làm việc cho xưởng Adelkhanov nữa. Ông đóng giày một thời gian cho một quầy hàng tại khu chợ phiên Armenia ở Tiflis và không có nhiều thông tin về các hoạt động sau đó của ông. Ông vẫn giữ liên lạc với Ioseb, thỉnh thoảng gửi cho cậu các đôi giày do ông làm thủ công. Jughashvili còn có một vai trò cuối cùng trong cuộc đời của con trai: vào tháng 1 năm 1900, Ioseb bị bắt giữ lần đầu tiên dựa trên cáo buộc nợ thuế nông nô của cha mình ở Didi Lilo, mặc dù Jughashvili không còn sống ở đây nữa. Không rõ vì sao Ioseb bị bắt thay vì Jughashvili, người mà vẫn đang lưu trú ở Tiflis; Kotkin cho rằng đây là nước cờ của cảnh sát nhằm cảnh cáo Stalin vì các hoạt động cách mạng của ông trong thời kỳ này.
Tháng 8 năm 1909, Jughashvili nhập viện Mikhailovsky ở Tiflis với đủ loại bệnh trong người: lao, viêm đại tràng và viêm phổi mạn tính. Ông từ trần vào ngày 12 tháng 8 năm 1909; nguyên nhân cái chết được khai là xơ gan. Chỉ duy nhất một đồng nghiệp đóng giày dự đám tang của Jughashvili và thi hài ông được an táng tại một nghĩa địa vô danh ở Telavi. Vị trí chính xác của nấm mộ không được xác định mãi tới tận năm 1972, khi nguyên Bí thư thứ nhất Đảng Cộng sản Gruzia là Kandid Charkviani dẫn đầu nỗ lực tìm lại và đánh dấu phần mộ; tuy nhiên không rõ là hài cốt Jughashvili còn nằm bên dưới hay không. Trước đó, Charkviani đã dốc sức tìm kiếm ảnh chân dung của Jughashvili, có dịp mang hàng đống ảnh tới chỗ Stalin để ông ta nhận mặt; tuy nhiên, sau một hồi xem xét, Stalin không nhận ra ảnh nào là ảnh cha mình. Hiện chỉ có duy nhất một chân dung được cho là thuộc về Jughasvhili, song thật hay giả thì vẫn chưa thể xác định.